# Galiana-palota
A Galiana-palota (spanyolul: Palacio de Galiana) a spanyolországi Toledo egyik műemléke.

## Története
Az eredeti épületet al-Mamún uralkodó építtette a 11. században pihenőpalotának. A 12. század első felében, amikor az Almorávidák megostromolták Toledót, a palota szinte teljesen megsemmisült, valószínűleg X. Alfonz kasztíliai király építtette újjá, aki már itt fogadta Granada uralkodóját, I. Mohamed naszrida emírt. Mai nevét a 16. században kapta Galiana, Galafre király lányának emlékére, aki a legenda szerint Nagy Károly frank császár szeretője volt.
A palota a 14. századig egyik királyról a másikra szállt, ám ekkor a Szent Lúcia Társaság kapta meg, majd a Szent Jeromos szerzetesekhez került. Ők egy Beatriz de Silva nevű, portugál származású toledói lakosnak, Alvar Pérez de Guzmán feleségének adták el. A 19. század második felében Eugénia császárné, III. Napóleon felesége volt a tulajdonosa, 1959-ben pedig Alejandro Fernández de Araoz és felesége, Carmen Marañón vette meg. Ezután Fernando Chueca Goitia építész és Manuel Gómez-Moreno régész–történész segítségével nagyszabású felújításon esett át, visszanyerve régi fényét.

## Leírás
A palota Toledo történelmi városközpontján kívül, attól északkeletre található a Tajo folyó partján a hozzá tartozó nagy területű birtok keleti végében. Alaprajza téglalap, benne kilenc boltozatos terem helyezkedik el. Rendelkezik egy hátsó udvarral is, előtte pedig parkos részt alakítottak ki.
Ma különféle rendezvények (például esküvők) lebonyolítására használják, valamint itt forgattak több olyan filmsorozatot, amelyek történelmi környezetben játszódnak.

## Régi képek

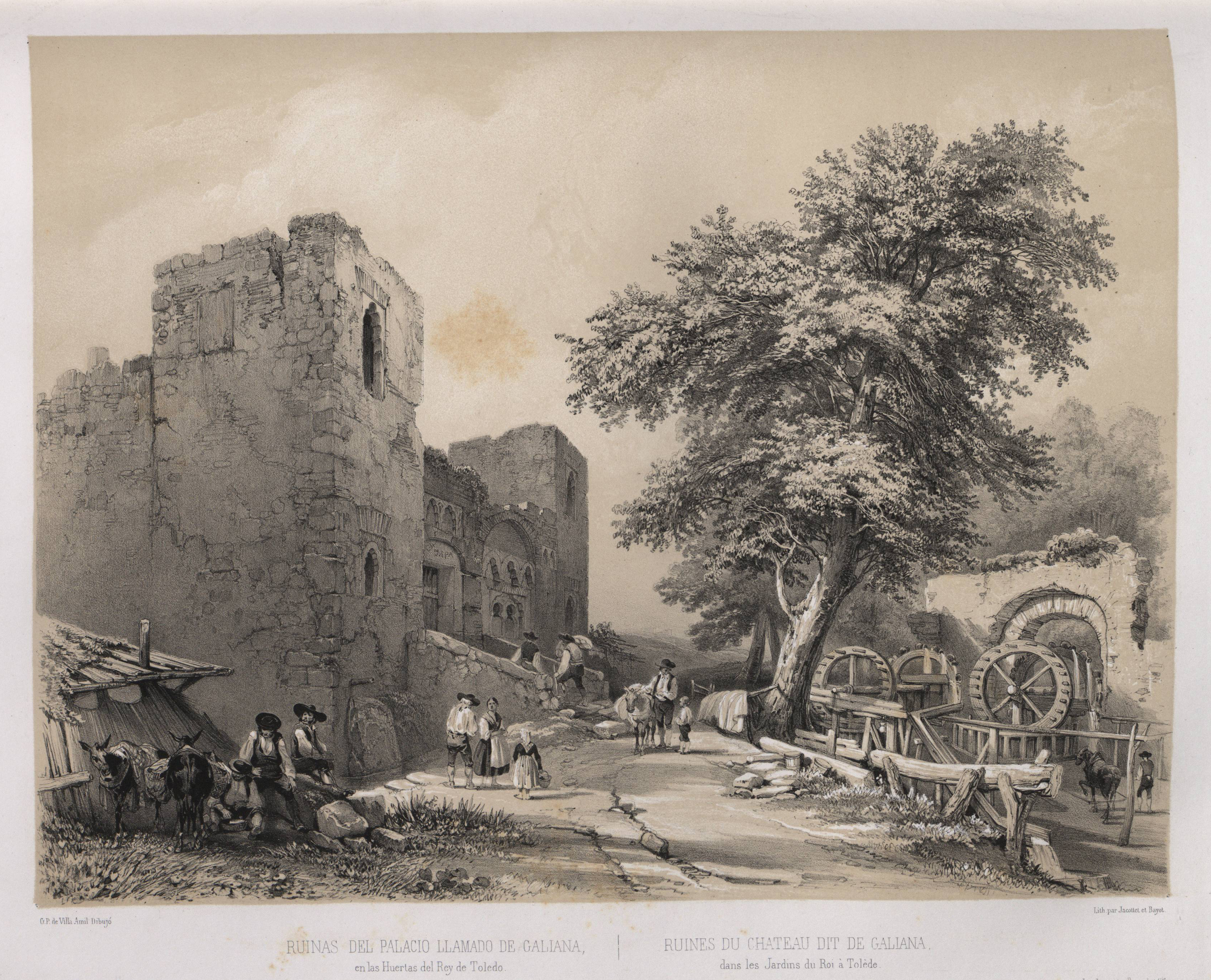
1842-ből
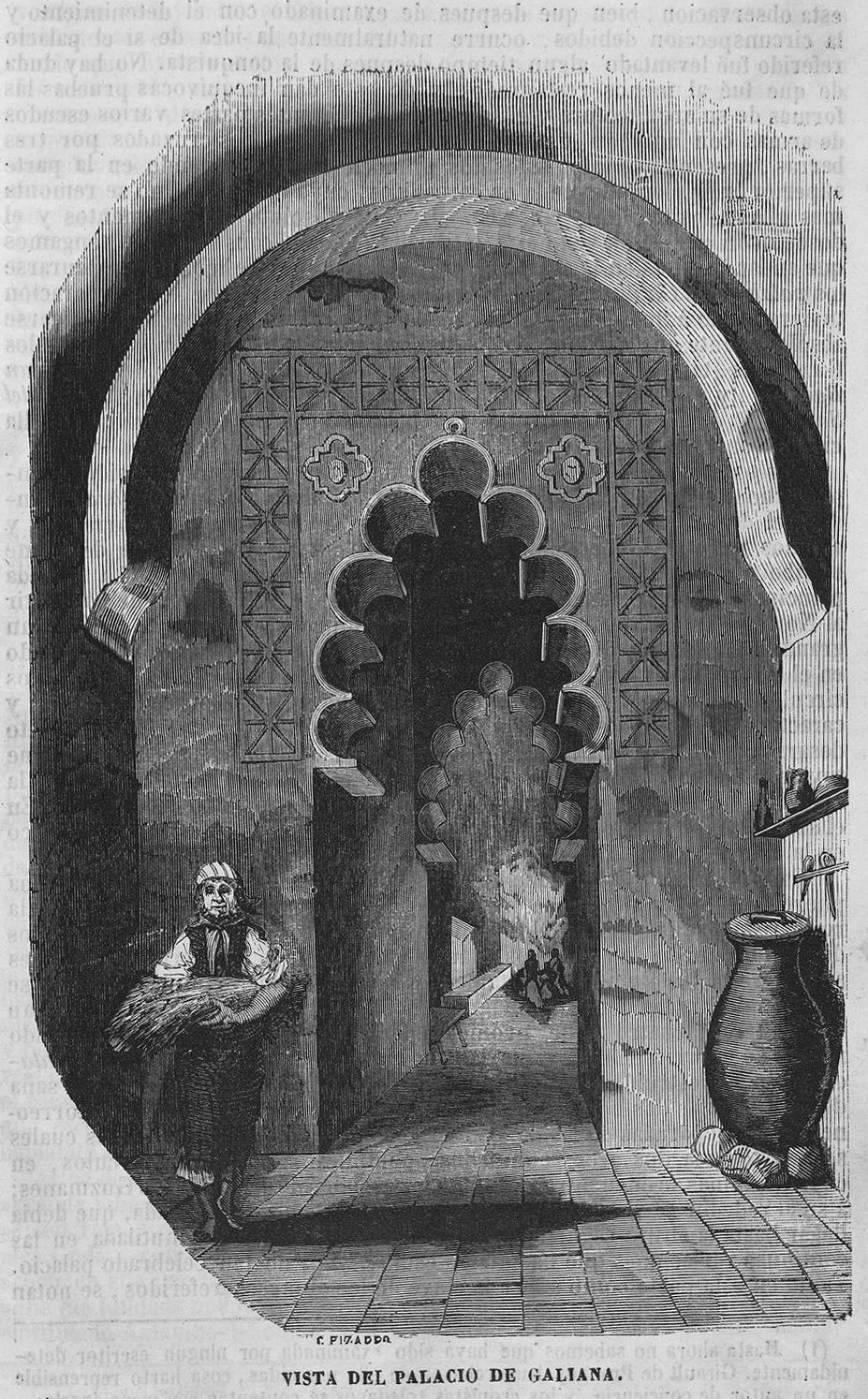
1845-ből
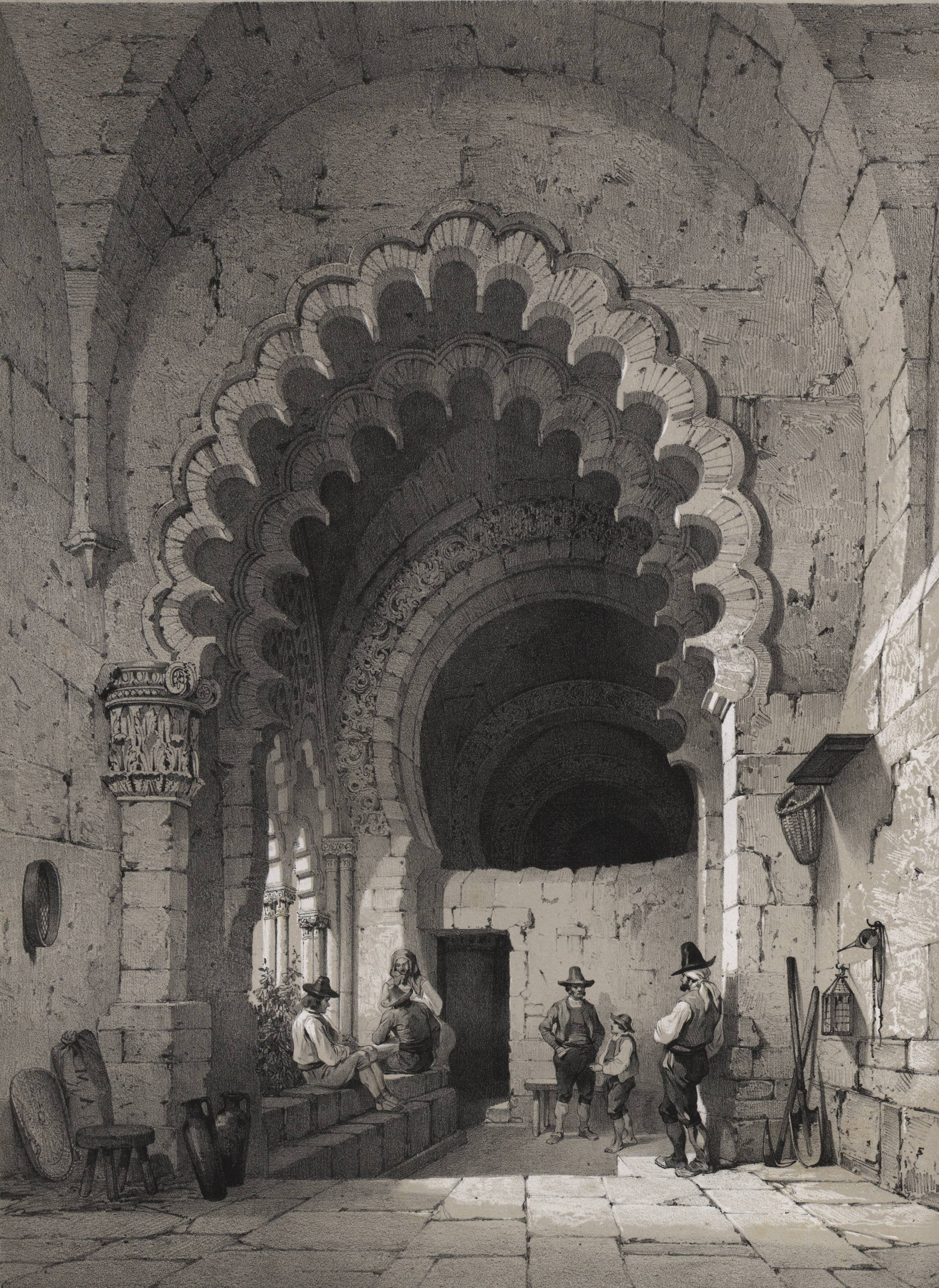
1850-ből
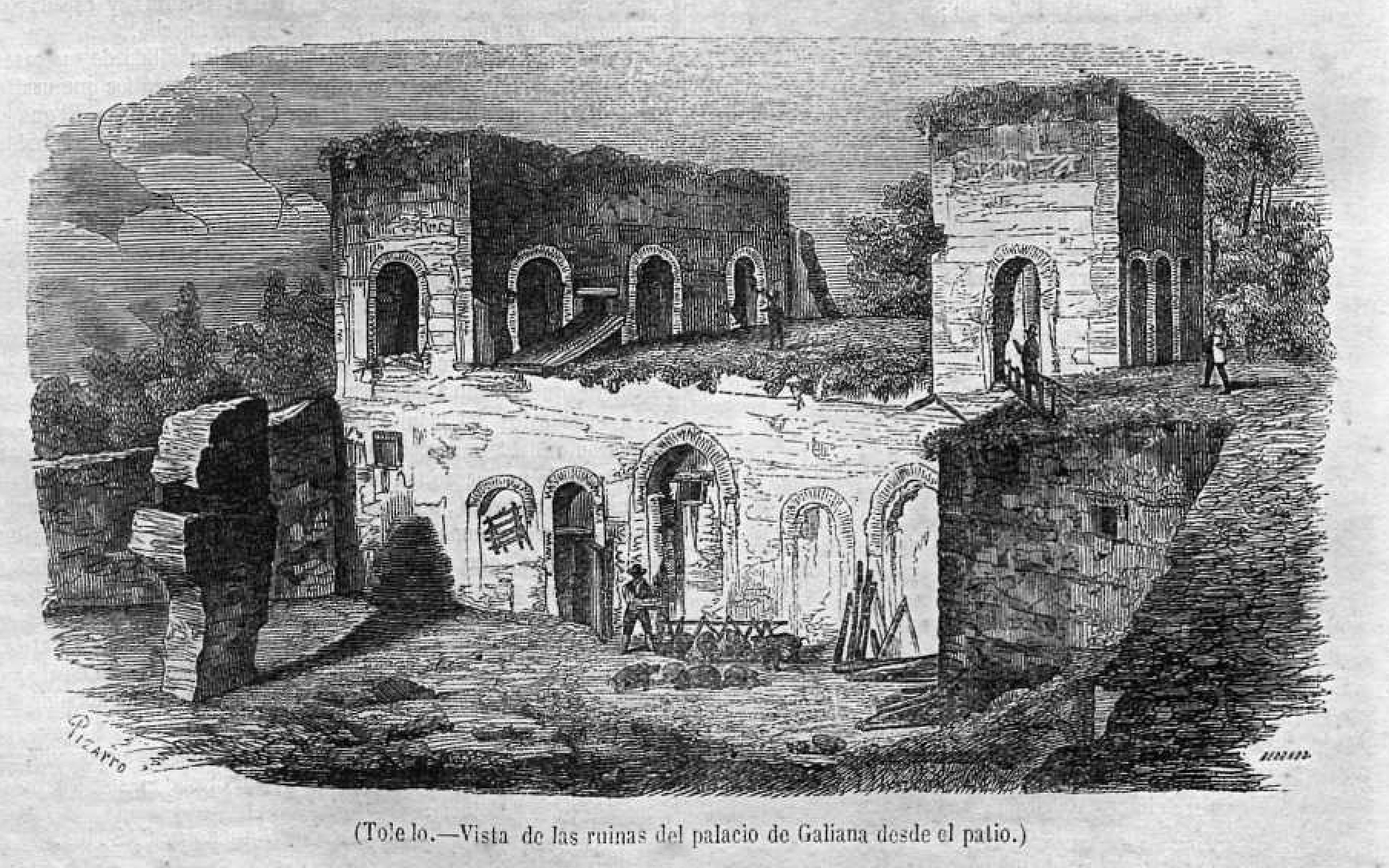
1851-ből